# Ascent Glacier
Ascent Glacier är en glaciär i Antarktis. Den ligger i Östantarktis. Australien gör anspråk på området. Ascent Glacier ligger 1 874 meter över havet.
Terrängen runt Ascent Glacier är huvudsakligen kuperad, men åt nordost är den platt. Terrängen runt Ascent Glacier sluttar norrut. Trakten är obefolkad. Det finns inga samhällen i närheten.